# Fukomys livingstoni
{{#ifeq:0|0|{{#if:|{{#if:Fukomyslivingstoni|[[]}}|}}}}
Fukomys livingstoni — це вид ссавців з родини землекопових (Bathyergidae). Ендемік Танзанії. Він названий на честь доктора Девіда Лівінгстона.
Типовою місцевістю була долина (793 м над рівнем моря) у вологому піщаному ґрунті на сільськогосподарських угіддях, де культивувалися маніок, кукурудза, пальми, банани та солодка картопля. Дорослих і молодих особин було спіймано разом в одній норі, що свідчить про натальну філопатію та кооперативне розмноження, які є характерними ознаками видів Fukomys. Землекоп Лівінгстона морфологічно менший і легший за F. hanangensis і має коротший і вужчий череп. Забарвлення їхньої шерсті коливається від темно-сіро-коричневого до коричневого і темно-коричневого, з дуже темно-сірим або чорним підшерстям. Попри те, що забарвлення шерсті частково збігається, F. hanangensis має тенденцію бути більш жовтувато-коричневим.